# Брандт, Хайнц
Хайнц Брандт (нем. Heinz Brandt; 11 марта 1907, Шарлоттенбург — 21 июля 1944, Растенбург) — немецкий штабной офицер времён Второй мировой войны, олимпийский чемпион в командном первенстве по конкуру на Летних Олимпийских играх 1936 года в Берлине, скончался после взрыва во время неудачного покушения на Гитлера.

## Биография
Родился 11 марта 1907 года в Шарлоттенбурге, западном районе Берлина.
1 апреля 1925 года поступил курсантом в 13-й кавалерийский полк, 1 ноября 1926 года получил звание сержанта. Пройдя первый курс в пехотной школе, а второй курс в кавалерийской школе в Ганновере, получил к 1 декабря 1928 года звание лейтенанта. Отличившись умением конной езды, с 1 октября 1930 года по 1 октября 1931 года состоял в кавалерийском училище в качестве инструктора, после чего был переведён во 2-й кавалерийский полк, где состоял до 1 апреля 1939 года.
С мая 1933 года на базе кавалерийской школы в Ганновере проводил подготовку к участию в Летних Олимпийских играх в Берлине, где стал олимпийским чемпионом в командном первенстве по конкуру на коне Алхимике. С 6 октября 1936 года по 31 марта 1938 года был приписан к Военной Академии, в течение следующего года — к штабу 25-й пехотной дивизии.
С 1 октября 1939 года переведён в Генеральный штаб, в котором служил до 8 февраля 1940 года, затем переведён штабным офицером оперативного управления Генерального штаба при 297-й пехотной дивизии. После этого, назначен на ту же должность в отделе операций ОКХ. 1 января 1941 года получил звание майора, 1 апреля 1942 года — звание подполковника, а 1 мая 1943 года ему было присвоено звание полковника.
Сам того не подозревая, Брандт принял определённое участие в покушении на жизнь Гитлера. Именно он 13 марта 1943 года пронёс на самолёт фюрера, который возвращался из своего визита на Восточный фронт, пакет с якобы бутылками коньяка, которые один из заговорщиков проиграл Гитлеру в споре. На самом деле в пакете была бомба, но она не взорвалась во время полета.

## Смерть
По одной из версий, именно Хайнц Брандт совершил судьбоносное действие, благодаря которому Адольф Гитлер остался жив, отделавшись лишь порванной одеждой и мелкими ранениями. Штабной офицер, желая подойти поближе к карте, задел ногой портфель-бомбу, оставленную полковником Клаусом фон Штауффенбергом у стола рядом с Гитлером, и переставил её по другую сторону подставки массивного дубового стола.
Взрывом Хайнцу Брандту оторвало ногу. Его немедленно доставили в госпиталь, но поправить положение не удалось и на следующий день он умер. Посмертно фюрер присвоил ему звание генерал-майора.

## Хайнц Брандт в популярной культуре
- В киноэпопее «Освобождение» роль полковника Хайнца Брандта сыграл актёр Фриц-Эрнст Фехнер.
- В фильме операция «Валькирия» роль полковника Хайнца Брандта сыграл актёр Том Холландер.